# Zwergameisenbären
Die Zwergameisenbären (Cyclopes) sind eine Säugetiergattung aus der Unterordnung der Ameisenbären (Vermilingua). Sie stellen die kleinsten Angehörigen dieser Gruppe und gleichzeitig die einzigen rein baumbewohnenden dar. Die Tiere sind über weite Bereiche Mittel- und Südamerikas verbreitet und leben meist in dichten Wäldern. Allgemein gilt das Verhalten der Zwergameisenbären als wenig erforscht. Sie ernähren sich überwiegend von Ameisen und sind nachtaktiv. Weibliche Tiere bringen pro Wurf ein Junges zur Welt. Der Gesamtbestand gilt als nicht gefährdet, regional können aber einzelne Populationen durch Lebensraumzerstörung bedroht sein. Ursprünglich wurde angenommen, dass die Gattung monotypisch ist, neuere molekulargenetische Untersuchungen aus dem Jahr 2017 weisen aber wenigstens sieben Arten aus.

## Beschreibung

### Habitus

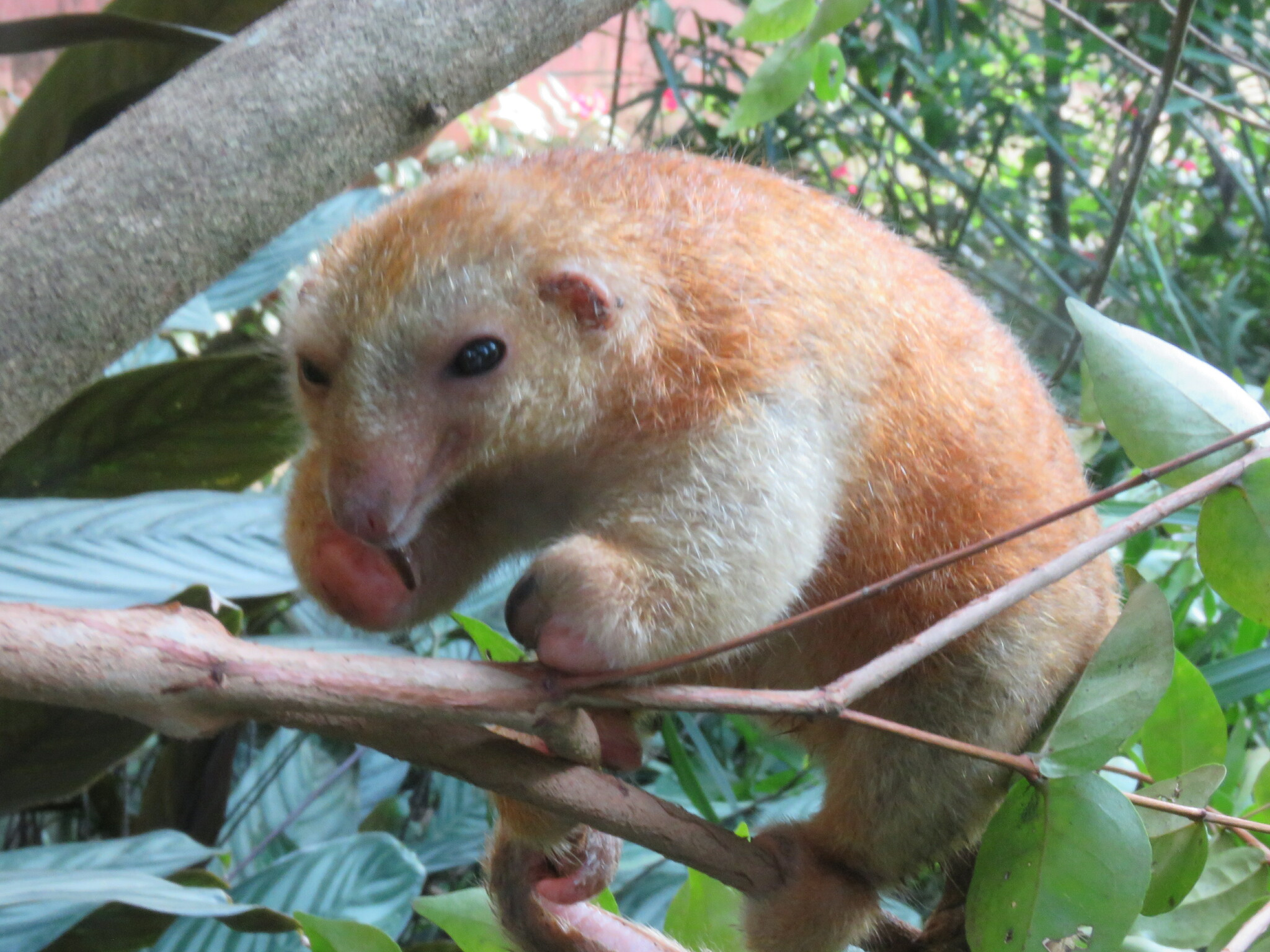
Rötlicher Zwergameisenbär (Cyclopes rufus)

Die Zwergameisenbären besitzen eine Kopf-Rumpf-Länge von 18 bis 21 cm und eine Schwanzlänge von 18 bis 24 cm. Dabei erreicht der Schwanz immer mindestens die Länge des übrigen Körpers – meist ist er aber deutlich länger. Die Schulterhöhe liegt im Durchschnitt bei 9,3 cm. Das Gewicht beträgt 175 bis 400 g. Das seidige Fell weist eine gelblich-braune bis graue Färbung auf und kann an den Beinen oft heller sein. Je nach Art findet sich auf der Bauch- und/oder der Rückenseite ein dunklerer Streifen entlang der Körpermittellinie. Dieser ist bei Tieren im Amazonasbecken häufig deutlicher ausgeprägt, bei den mittelamerikanischen Vertretern fehlt er mitunter ganz. Typischerweise besitzen die Haare keinen Markkanal – eine Ausnahme bilden hier wiederum die Tiere aus Mittelamerika. Der Kopf wird rund 5 cm lang, die Ohren sind sehr klein und erreichen nur rund 0,7 bis 1,3 cm Länge. Im Gegensatz zu den anderen Ameisenbären ist die Schnauze markant kürzer und deutlich dicker. Bei den Vorderfüßen ist die zweite und dritte Zehe am längsten, die erste und vierte sind verkümmert und die fünfte fehlt ganz. Die beiden langen Zehen sind mit starken Krallen versehen. Bei den Hinterfüßen, die vier Zehen aufweisen, sind die Krallen verkürzt. Der Hinterfuß ist etwa 3,5 cm lang.

### Schädelmerkmale
Der Schädel wird 4,7 bis 5,3 cm lang und am Gehirnschädel bis zu 2,3 cm breit. Er weist eine charakteristische gebogene Stirnlinie auf; bei einigen Arten findet sich am Übergang vom Nasenbein zum Stirnbein eine auffallende Eindellung. Die Schädelbasis besitzt eine deutlich nach oben verlaufende Wölbung, was bei anderen Ameisenbären so nicht vorkommt. Charakteristisch sind die stark zurückentwickelten Jochbögen. Ein herausragendes Merkmal ist das vergleichsweise sehr kurze Rostrum, das nur rund 25 % der Gesamtschädellänge erreicht. Weiterhin ist es vorn deutlich zugespitzt. Der äußere Gehörgang öffnet sich je nach Art entweder nach vorn oder zur Seite. Der Unterkiefer besitzt eine Länge von 3 bis 3,3 cm. Wie alle Ameisenbären haben auch die Zwergameisenbären keine Zähne.

## Verbreitung

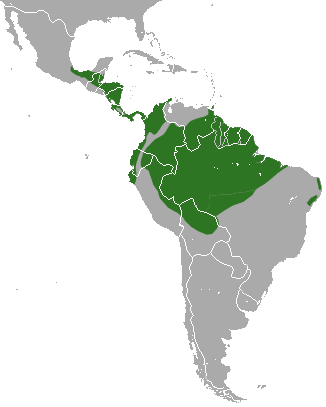
Verbreitungsgebiet

Zwergameisenbären leben in Mittel- und Südamerika. In Mittelamerika kommen die Tiere vom südlichen Mexiko (in den Bundesstaaten Oaxaca und Veracruz) bis nach Panama vor, allerdings liegen keine Berichte aus El Salvador vor. Das gesamte nördliche Verbreitungsgebiet weitet sich bis nach Kolumbien westlich der Anden und in einem schmalen Streifen in die Küstentiefländer Ecuadors aus. Ein weitaus größeres Verbreitungsgebiet findet sich im nördlichen Südamerika östlich der Anden. Es ist von dem nördlicheren durch den Hochgebirgszug getrennt. Dieses Verbreitungsgebiet erstreckt sich von Venezuela bis Suriname über den Nord- und Zentralteil Brasiliens, den Osten Kolumbiens und den Westen Ecuadors und Perus bis hin zum Norden Boliviens. Vor der Nordküste hat sich eine Population auf der Insel Trinidad angesiedelt. Ein drittes, durch eine 1000 km breite Lücke deutlich abgetrenntes Verbreitungsgebiet befindet sich in den nördlichen Atlantischen Wäldern (Mata Atlântica) der brasilianischen Ostküste der Bundesstaaten Rio Grande do Norte bis Alagoas, wobei jüngeren Studien zufolge eine deutlich größere Ausdehnung ermittelt werden konnte. Die beiden Hauptverbreitungsgebiete erstrecken sich dabei über eine Fläche von 7,6 Millionen Quadratkilometer, das kleinere dagegen auf rund 25.000 km². Die Größe der tatsächlich bewohnten Fläche ist aber unbekannt. Als bevorzugter Lebensraum dienen teils laubabwerfende Wälder, tropische Tieflandregenwälder, Galeriewälder oder Mangrovenwälder. Zwergameisenbären kommen dabei von Meeresspiegelhöhe bis etwa in 1500 m Höhe vor. In einigen Regionen leben sie zudem sympatrisch mit den Tamanduas.

## Lebensweise

### Territorialverhalten

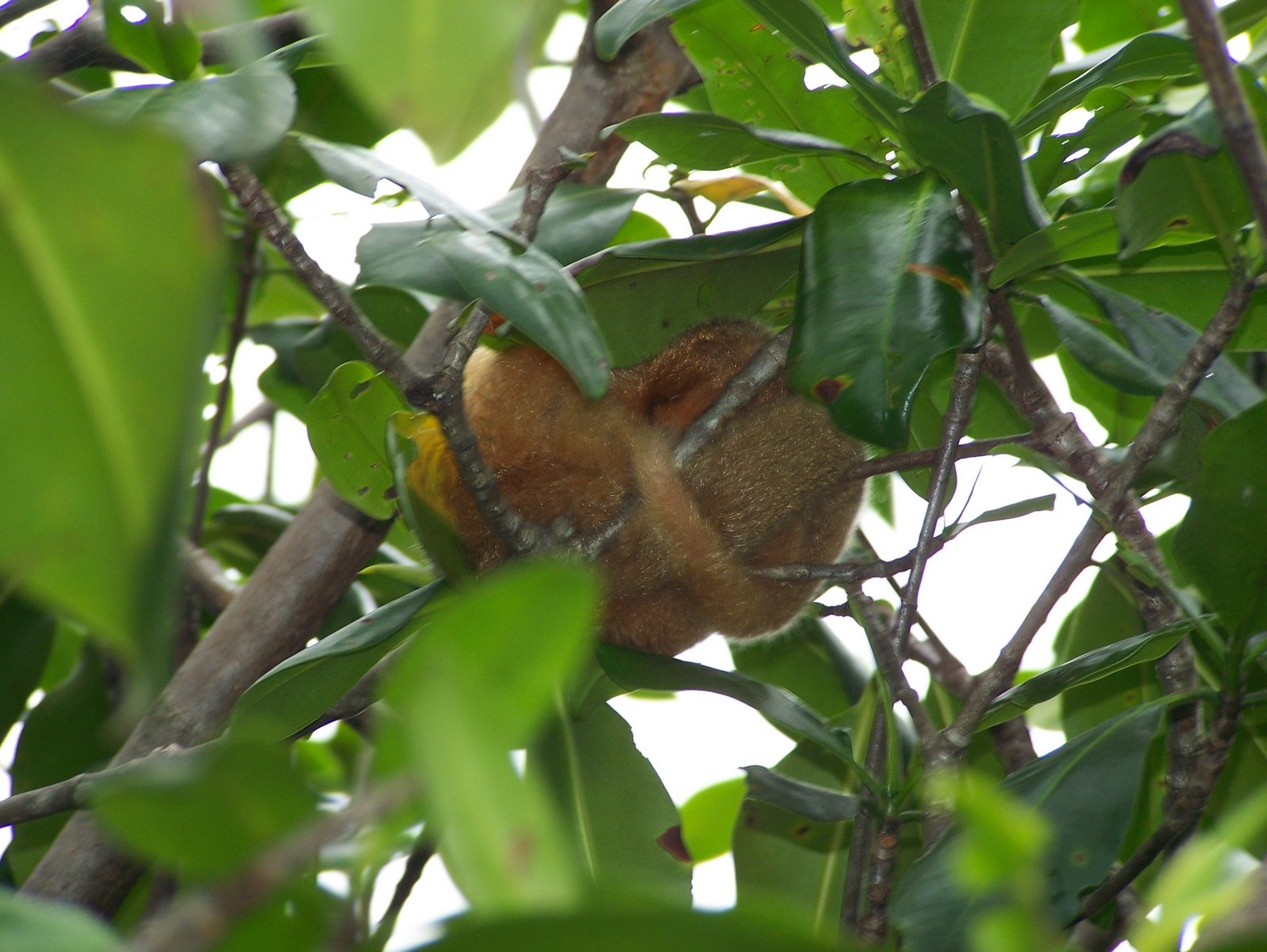
Schlafender Zwergameisenbär

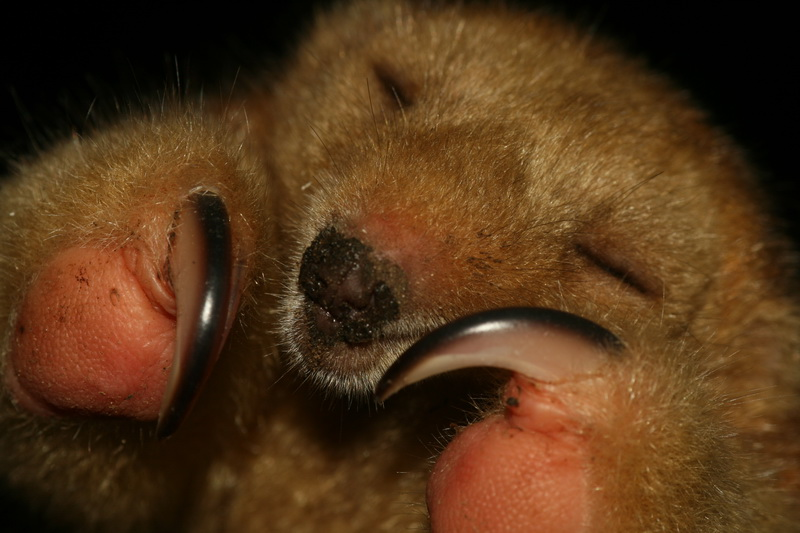
Verteidigungshaltung eines Zwergameisenbären

Die Lebensweise der Zwergameisenbären ist nur wenig erforscht. Sie sind reine Baumbewohner, die sich als ausgezeichnete Kletterer vorwiegend im Geäst der Bäume aufhalten. Zum Klettern dienen vor allem die beweglichen Vorder- und Hinterfüße, aber auch der Greifschwanz. Die Bewegungen sind dabei behäbig und langsam. Die Zwergameisenbären sind nachtaktiv. Tagsüber legen sie sich zum Schlafen auf eine Astgabel im Geäst, indem sie sich mit den Füßen festkrallen und den Schwanz um den Ast rollen; in dieser Position schlafen sie durchschnittlich 12 Stunden am Tag. Die Tiere unterhalten Territorien, die bei den Männchen etwa 5 bis 11 ha umfassen, bei den Weibchen durchschnittlich 2,8 ha. Dabei überschneiden sich die Territorien der männlichen Tiere nicht, wohl aber mit denen der Weibchen. Während ihrer nächtlichen Nahrungssuche legen sie bis zu 300 m zurück, im Durchschnitt sind es meist aber um die 74 m. Bei der Fortbewegung auf ebenem Grund werden die langen Krallen der Vorderfüße nach unten geklappt, so dass das Tier auf den Zehenspitzen läuft. Bei heraufziehender Gefahr, die meist durch ein Wackeln der Äste angedeutet wird, klammert sich ein Tier mit Hinterbeinen und Schwanz am Geäst fest und hebt die Vorderbeine hoch, so dass die nackten Unterflächen sichtbar sind und die langen Krallen neben der Schnauze liegen. Einem direkten Angriff wird dann mit kräftigen Schlägen und Hieben mit den Krallen begegnet.

### Ernährung
Die Nahrung der Zwergameisenbären besteht ausschließlich aus Insekten, vorzugsweise Ameisen. Hauptsächlich werden dabei Vertreter der Gattungen Camponotus, Crematogaster, Dolichoderus oder Pheidole gefressen, wobei Larven etwa 10 % ausmachen. In einigen Regionen, so im brasilianischen Bundesstaat Maranhão, sind dabei Solenopsis und Dolichoderus besonders häufig vertreten und können einen Anteil von 48 beziehungsweise 26 % der Nahrungsmenge erreichen. Im Amazonasbecken wiederum ist unter anderem Crematogaster eine häufige Nahrungsquelle und machte bei vier untersuchten Kotresten bis zu 72,4 % der Gesamtmenge aus. Die meisten Ameisenvertreter aus dem Nahrungsspektrum der Zwergameisenbären leben an den Bäumen oder Büschen und bauen ihre Nester in Baumhöhlen. Gelegentlich nimmt ein Tier auch Käfer oder Hautflügler zu sich. Möglicherweise gehen Zwergameisenbären bei der Nahrungsaufnahme opportunistisch vor, da die untersuchten Kotreste jeweils eine hohe Anzahl an verschiedenen Ameisenarten und teilweise Reste anderer Insekten enthielten. Insgesamt werden pro Tag 700 bis 5000 Insekten vertilgt, durchschnittlich 2200. Ein jahreszeitlicher Wechsel in der Ernährungsweise ist nicht bekannt. Mit ihren kräftigen Krallen reißen die Zwergameisenbären bei der Nahrungssuche die Baue auf und lecken mit der langen klebrigen Zunge die Beute auf. Teilweise balancieren sie dabei nur mit den Hinterfüßen auf dem Geäst.

### Fortpflanzung
Ein Weibchen bringt pro Wurf ein Junges zur Welt. Möglicherweise kommt es über das Jahr zu zwei Würfen. Das Jungtier, welches nach der Geburt schon ein Fellkleid besitzt, wird in einem Blätternest oder in einer Baumhöhle verborgen und beide Elternteile beteiligen sich an der Aufzucht. Zunächst nimmt ein Jungtier Muttermilch zu sich, mit dem Erreichen von etwa einem Drittel des Gewichtes der erwachsenen Tiere erfolgt die Aufnahme fester Nahrung. Die Entwöhnung setzt ein, wenn das Junge ungefähr halb so viel wiegt wie eines der Elterntiere. Manchmal trägt das Männchen das Jungtier auf dem Rücken. Fressende Muttertiere verlassen ihr Junges bis zu einer Dauer von acht Stunden. Über die Lebenserwartung in freier Wildbahn ist nichts bekannt, Tiere in Gefangenschaft lebten maximal bis über fünf Jahre.

### Parasiten
Äußere Parasiten, die die Zwergameisenbären befallen, sind unter anderem Zecken der Gattung Amblyomma. Zu den inneren Parasiten gehören Kokzidien wie Eimeria und Fadenwürmer, hauptsächlich Cyclobulura und einige Vertreter aus der Familie Heligmosomidae. Zudem sind die Tiere Träger des Gelbfieber-Virus.

## Systematik

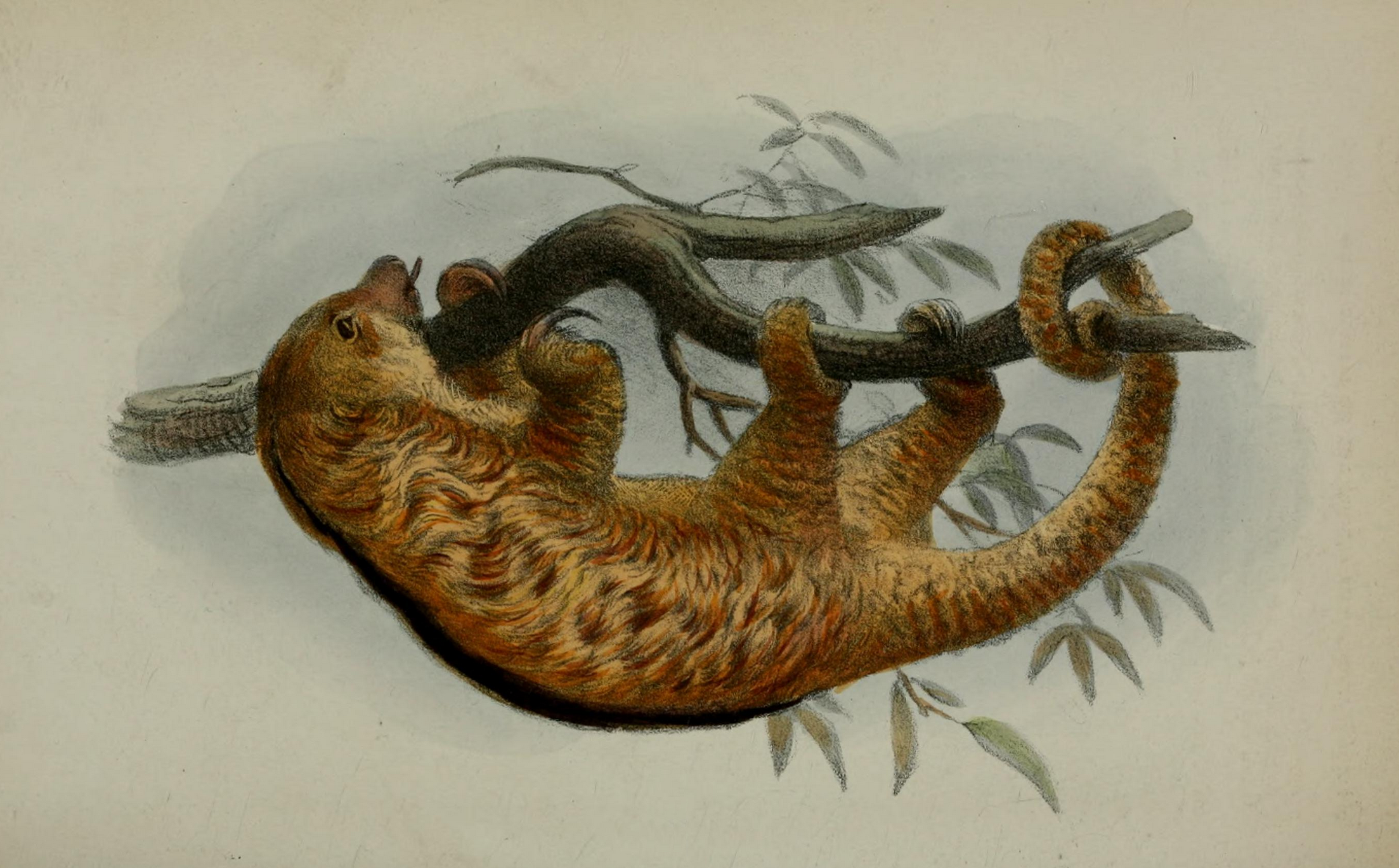
Historische Darstellung von Cyclopes dorsalis aus der Erstbeschreibung von John Edward Gray 1865

Die Zwergameisenbären bilden eine Gattung aus der Unterordnung der Ameisenbären (Vermilingua). Innerhalb dieser stellt sie wiederum das einzige heute lebende Mitglied der Familie der Cyclopedidae dar. Die Familie ist das Schwestertaxon der übrigen Ameisenbären. Diese schließen die Gattungen Myrmecophaga und Tamandua ein, gemeinsam formen sie die Familie der Myrmecophagidae. Die Cyclopedidae und die Myrmecophagidae trennten sich laut molekulargenetischen Untersuchungen im Mittleren Eozän vor rund 38 Millionen Jahren. Die Zwergameisenbären verfügen über keinen nennenswerten Fossilbericht. Ein Vorfahre ist Palaeomyrmidon aus dem Pliozän.
Ursprünglich war innerhalb der Gattung Cyclopes mit Cyclopes didactylus nur eine einzige Art bekannt (der Zwergameisenbär), benannt nach den Händen mit den zwei Krallen tragenden Fingern. Innerhalb dieser Art wurden sieben Unterarten ausgewiesen, deren Unterscheidung auf morphologischen Merkmalen beruhte:
- C. d. catellus Thomas, 1928
- C. d. didactylus (Linnaeus, 1758)
- C. d. dorsalis (Gray, 1865)
- C. d. eva Thomas, 1902
- C. d. ida Thomas, 1900
- C. d. melini Lönnberg, 1928
- C. d. mexicanus Hollister, 1914

Dieser klassischen Untergliederung nach äußerlichen Merkmalen standen aber genetische Analysen des Zwergameisenbären aus dem Jahr 2017 gegenüber, die Individuen aus seinem gesamten südamerikanischen Verbreitungsgebiet berücksichtigten. In der Region wurden insgesamt fünf Unterarten unterschieden, die dortige Population setzt sich den Untersuchungen zufolge aber aus sieben Haplotypgruppen zusammen, die jeweils monophyletische Linien bilden. Die beiden stammesgeschichtlich ältesten Haplotypgruppen fanden sich dabei im Süden und Südwesten des heutigen Verbreitungsgebietes. Sie trennten sich bereits im Mittleren Miozän vor 13,5 Millionen Jahren von den weiteren Linien ab, wobei möglicherweise klimatische Veränderungen in Folge einer stärkeren Anhebung der zentralen und nördlichen Anden eine entscheidende Rolle spielten. Die weitere Diversifizierung des Zwergameisenbären fand dann im Verlauf des Pliozäns statt. Die Ergebnisse der genetischen Untersuchungen führten zur Überlegung einer Revision der klassischen Einteilung in die bekannten Unterarten.
Eine erneute genetische Untersuchung, kombiniert mit morphologischen Studien ebenfalls aus dem Jahr 2017, schloss insgesamt über 280 Individuen aus dem gesamten mittel- und südamerikanischen Verbreitungsgebiet ein. Die Analysen konnten aus genetischer Sicht das vorherige Ergebnis bestätigen. Demnach lassen sich genetisch sechs verschiedene Populationen unterscheiden, die nur bedingt mit den Unterarten übereinstimmen. Morphologische und anatomische Abweichungen fanden sich unter anderem in der variablen Ausbildung des Rücken- und Bauchstreifens, in der Struktur der Haare sowie in einzelnen Schädelmerkmalen. Für eine weitere siebente Population aus dem südwestlichen Verbreitungsgebiet (Bolivien) konnte keine DNA gewonnen werden, sie zeigt aber ebenfalls markante äußerliche Auffälligkeiten. Diese sieben Gruppen wurden von den Bearbeitern in den Artstatus gehoben, sie setzen sich aus vier ehemaligen Unterarten sowie drei neu beschriebenen Arten zusammen. Somit besteht die Gattung der Zwergameisenbären nun aus folgenden Arten:
- Bolivien-Zwergameisenbär (Cyclopes catellus Thomas, 1928); Bolivien
- Gemeiner Zwergameisenbär (Cyclopes didactylus (Linnaeus, 1758)); östliches Brasilien, Venezuela bis Suriname
- Mittelamerika-Zwergameisenbär (Cyclopes dorsalis (J. E. Gray, 1865)); Mittelamerika bis Kolumbien und nördliches Ecuador
- Rio-Negro-Zwergameisenbär (Cyclopes ida Thomas, 1900); westliches Brasilien, östliches Ecuador, östliches Peru, südliches Kolumbien
- Rötlicher Zwergameisenbär (Cyclopes rufus Miranda, Casali, Perini, Machado & Santos, 2017); südwestliches Brasilien
- Thomas-Zwergameisenbär (Cyclopes thomasi Miranda, Casali, Perini, Machado & Santos, 2017); südwestliches Brasilien, zentrales Peru
- Xingu-Zwergameisenbär (Cyclopes xinguensis Miranda, Casali, Perini, Machado & Santos, 2017); zentrales und östliches Brasilien

Der erste Vertreter der Zwergameisenbären wurde im Jahr 1758 von Linnaeus als Myrmecophaga didactyla eingeführt. Er trennte diesen vom Großen Ameisenbär (Myrmecophaga tridactyla) und vom Südlichen Tamandua (Tamandua tetradactyla) anhand der Anzahl der krallenbewehrten Vorderfußzehen ab. Als Typuslokalität gab Linnaeus „America australi“ an. Der Gattungsname Cyclopes wurde von John Edward Gray im Jahr 1821 eingeführt, der diesen aber nur indirekt mit der Art didactylus in Verbindung brachte („Anteater; Cyclopes, G. Myrmecophaga didactyla. Lin.“). Die erste, heute korrekte Namensverwendung als Cyclopes didactylus erfolgte durch Oldfield Thomas im Jahr 1900. Dabei setzt sich der Gattungsname Cyclopes aus den griechischen Wörtern κυκλῶ (cyclo, „Kreis“) und πούς (poús, „Fuß“) zusammen und bezieht sich auf die Fähigkeit der Tiere, ihre Füße rund um einen Ast schließen zu können. Von Gray stammt ebenfalls die Bezeichnung Cyclothurus, die er 1825 als Nomen nudum etablierte. Erst René Primevère Lesson brachte sie 1842 als Cyclothurus didactyla mit dem Zwergameisenbären in Verbindung. Cyclothurus wurde vor allem im weiteren Verlauf des 19. Jahrhunderts als wissenschaftliche Bezeichnung für den Zwergameisenbären verwendet. Von ihr leitet sich auch der von Theodore Gill 1872 geprägte Name der Unterfamilie Cyclothurinae ab, die später auf die Ebene der Familie gehoben wurde. Der heute gültige Familienname Cyclopedidae geht auf Reginald Innes Pocock aus dem Jahr 1924 zurück.

## Bedrohung
Da Zwergameisenbären sehr scheu sind und dadurch nur selten beobachtet werden, können zum Grad der Gefährdung nur wenige Aussagen getroffen werden. Allgemein gilt die Abholzung der tropischen Regen- und Atlantischen Küstenwälder als Bedrohungsfaktor, da dadurch die Lebensräume der Tiere eingeschränkt werden. Vor allem für die östliche Population an der Atlantikküste führt der großflächige Anbau von Zuckerrohr zu großen Habitatverlusten, so dass möglicherweise nur noch 5 % des Lebensraumes dort intakt sind. Für das Hauptverbreitungsgebiet vermutet man aber, dass die Zwergameisenbären insgesamt noch relativ häufig vorkommen. Von der IUCN wird gegenwärtig (2017) nur die Gesamtpopulation unter der Bezeichnung Cyclopes didactylus als „nicht gefährdet“ (least concern) betrachtet. Die östliche Küstenpopulation steht dagegen in der Kategorie „unzureichende Datenlage“ (data deficient) – höchstwahrscheinlich kam es hier zu einem Rückgang des Bestandes. In manchen Gebieten werden Zwergameisenbären als Haustiere gehalten, sie überleben in menschlicher Gefangenschaft aber meist nicht lange. Zudem gibt es nur wenige zoologische Einrichtungen, die Zwergameisenbären präsentieren.